# Dżigme Namgjal
Dżigme Namgjal (ur. 1825, zm. 1881) - druk desi (1870-1873, 1877-1878, 1880-1881).
Pochodził z Kurtoe. Był penlopem Trongsy. Dzięki zręcznej polityce zdobył pozycję jednego z najbardziej wpływowych polityków kraju, a centrum administracyjne zarządzanej przezeń prowincji stało się de facto miastem stołecznym. Prawdopodobnie doprowadził do wzniesienia sanktuarium Dukhor. Z jego inicjatywy wybudowano pałac Łangduczoling.
Synem Dżigme Namgjala był pierwszy król Bhutanu, Ugjen Łangczuk.